# Arnapkapfaaluk
Arnapkapfaaluk (mauvaise grande femme) est la déesse inuit de la mer pour la population du golfe du Couronnement (Canada). Bien qu'elle occupait la même place que Sedna dans la mythologie inuit en contrôlant les animaux de la mer, elle en était nettement différente comme la traduction en français de son nom le montre.
Contrairement à Sedna, Arnapkapfaaluk n'était pas une déesse bienfaisante mais au contraire inspirait la peur aux chasseurs. Au lieu de subvenir aux besoins en phoques et autres mammifères marins des chasseurs, son intervention les en privait. La rupture d'un tabou ou même une indiscrétion pouvait conduire à une chasse infructueuse.